# Niên đại Hellas
Niên đại Hellas là một hệ thống niên đại tương đối được sử dụng trong khảo cổ học và lịch sử nghệ thuật. Nó bổ sung cho hệ thống niên đại Minos được Sir Arthur Evans đặt ra nhằm mục đích phân loại các đồ tạo tác thuộc thời đại Đồ đồng trong phạm vi một khung cảnh lịch sử. Trong khi niên đại Minos là đặc trưng đối Crete, phạm vi văn hóa và địa lý của niên đại Hellas là ở khu vực đất liền Hy Lạp trong cùng một thời kỳ (khoảng năm 3200– khoảng năm 1050). Tương tự, một hệ thống niên đại Cyclades được sử dụng cho các đồ tạo tác tìm thấy trong các đảo ở biển Aegea. Nói chung, bằng chứng khảo cổ học cho thấy rằng nền văn minh đã phát triển đồng thời trên toàn bộ khu vực và do đó ba hệ thống bổ sung cho nhau theo trình tự thời gian.
Các hệ thống này áp dụng chủ yếu cho đồ gốm, mà vốn là chuẩn cho các niên đại tương đối của các đồ tạo tác có liên quan khác như là công cụ và vũ khí. Trên cơ sở phong cách và kỹ thuật, Evans đã chia các hiện vật đồ gốm thuộc thời đại đồ đồng Crete của ông thành ba thời kỳ chính mà được ông gọi là Sơ kỳ, Trung Kỳ, và Hậu Kỳ Minos. Chúng được phân chia thành các giai đoạn và một vài trong số đó thành các giai đoạn phụ. Các hệ thống Hellas và Cyclades được đặt ra sau này và có các giai đoạn phụ tương tự. Hệ thống của Evans vẫn có giá trị phân tích thời kỳ khá tốt nhưng các tấm nhãn của ông lại không quy định niên đại chắc chắn bởi vì sự thay đổi chưa bao giờ diễn ra liên tục và một số phong cách đã được giữ lại sử dụng lâu hơn những cái khác. Một số đồ gốm có thể được xác định niên đại với sự chính xác đáng kể bằng cách tham chiếu tới những đồ tạo tác của người Ai Cập với niên đại chắc chắn hơn.
Văn hóa và xã hội Hellas đã có tiền đề từ thời đại đồ đá mới ở Hy Lạp khi mà hầu hết các khu định cư là những ngôi làng nhỏ tồn tại nhờ vào phương thức nông nghiệp, canh tác và săn bắn. Sự phát triển của các kỹ năng như là luyện kim đồng, kiến trúc đồ sộ và việc xây dựng các công sự dẫn tới sự chuyển tiếp từ thời đại đồ đá sang thời đại đồ đồng. Giai đoạn Hậu kỳ Hellas (khoảng năm 1550- khoảng năm 1050) đôi khi được gọi là thời kỳ Mycene bởi vì khi đó Mycenae là quốc gia thống trị ở Hy Lạp. Vào giai đoạn cuối thời đại đồ đồng (khoảng năm 1050 TCN), nền văn hóa Aegea đã trải qua một giai đoạn suy tàn kéo dài, được một số sử gia gọi là Kỷ nguyên bóng tối, nó là kết quả của sự xâm lược và chiến tranh.

## Từ nguyên
Ba thuật ngữ văn hóa Cyclades, Hellas,và Minos đề cập tới địa điểm xuất xứ của chúng. Do đó, các hiện vật thuộc giai đoạn Trung Kỳ Minos có thể được tìm thấy trên quần đảo Cyclades, nhưng chúng không được cho là thuộc về giai đoạn Trung Kỳ Cyclades, giống như một chiếc bình thuộc giai đoạn Sơ Kỳ Hellas được tìm thấy tại Crete thì lại không thuộc về giai đoạn Sơ kỳ Minos.

## Bối cảnh
Khảo cổ học đã tìm thấy bằng chứng, chủ yếu dưới dạng đồ gốm, rằng một lối sống giống nhau mà được phổ biến rộng khắp trên toàn bộ khu vực đất liền Hy Lạp, quần đảo Cyclades và Crete như thời kỳ đồ đá mới đã bị thay thế bởi thời đại đồ đồng vào thời điểm trước năm 3000 TCN. Các bằng chứng khảo cổ học ngày càng tăng lên thông qua các địa tầng của thời đại Đồ đồng với sự phát triển của kinh tế và xã hội cho thấy sự phát triển nhanh chóng hơn. Không giống như các nền văn minh Ai Cập và Lưỡng Hà, các dân tộc Aegea đều không biết chữ trong suốt thiên niên kỷ thứ 3 và vì vậy, do sự thiếu vắng của các đồ tạo tác có chữ viết hữu ích, bất cứ nỗ lực nào trong việc sắp xếp niên đại đều phải dựa trên niên đại chất liệu của hiện vật. Đồ gốm là loại phổ biến nhất trong điều kiện được sử dụng hàng ngày và cũng là thứ khó bị phá hủy nhất, ngay cả khi nó bị vỡ thành từng mảnh. Do sự khác biệt về phong cách và kỹ thuật sử dụng trong một thời gian dài, những chiếc bình và mảnh vỡ có thể được phân loại dựa theo tuổi. Bởi vì các phân lớp trầm tích phân tầng chứng minh rằng các đồ vật tương tự từ các di chỉ khác nhau là cùng thời, do đó chúng có thể được coi là ngang nhau về mặt niên đại.

## Phân chia thời kỳ

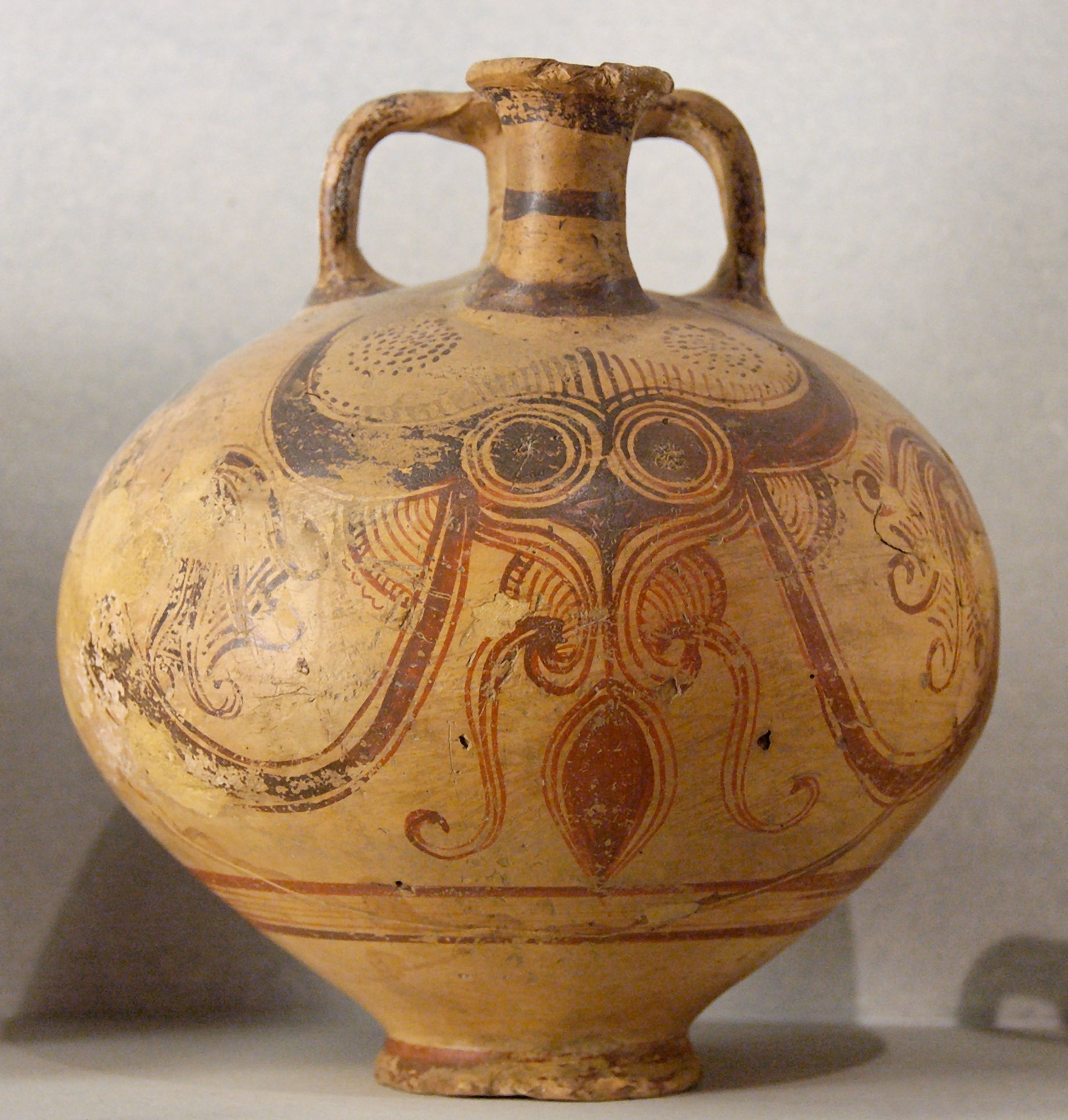
Chiếc bình quai treo với trang trí bạch tuộc, Rhodes, Hậu kỳ Hellas III C1, khoảng năm 1200–1100 TCN (Louvre).

Hệ thống Sơ kỳ, Trung kỳ, Hậu kỳ có thể được áp dụng tại các mức khác nhau. Thay vì sử dụng những thuật ngữ rườm rà như là Sơ Sơ kỳ, các nhà khảo cổ học tiếp tục sự quy ước I, II, III của Evans cho mức độ thứ hai, A, B, C cho mức thứ ba, 1, 2, 3 cho mức thứ 4 và A, B, C cho mức thứ 5. Không phải tất cả các mức đều hiện diện tại mọi địa điểm. Nếu cần thêm các mức độ khác, có thể gắn thêm Sơ kỳ, Trung kỳ hoặc Hậu kỳ vào. Bảng niên đại Hellas được chia nhỏ như sau:
| Thời kỳ             | Niên đại xấp xỉ              |
| ------------------- | ---------------------------- |
| Sơ kỳ Hellas I      | khoảng 3200– khoảng 2650 TCN |
| Sơ kỳ Hellas II     | khoảng 2650– khoảng 2200 TCN |
| Sơ kỳ Hellas III    | khoảng 2200– khoảng 2000 TCN |
| Trung kỳ Hellas I   | khoảng 2000– khoảng 1900 TCN |
| Trung kỳ Hellas II  | khoảng 1900– khoảng 1700 TCN |
| Trung kỳ Hellas III | khoảng 1700– khoảng 1550 TCN |
| Hậu kỳ Hellas IA    | khoảng 1550– khoảng 1500 TCN |
| Hậu kỳ Hellas IB    | khoảng 1500– khoảng 1450 TCN |
| Hậu kỳ Hellas II    | khoảng 1450– khoảng 1400 TCN |
| Hậu kỳ Hellas IIIA  | khoảng 1400– khoảng 1300 TCN |
| Hậu kỳ Hellas IIIB  | khoảng 1300– khoảng 1200 TCN |
| Hậu kỳ Hellas IIIC  | khoảng 1200– khoảng 1050 TCN |

## Các khu định cư thuộc thời kỳ Hellas
Đây là các ước tính dân số của các xóm, làng, và thị trấn thuộc thời kỳ Hellas ở Hy Lạp theo thời gian. Lưu ý rằng có một số vấn đề liên quan tới việc xác định quy mô của các khu định cư riêng lẻ, và ước tính cao nhất dành cho một khu định cư cụ thể, trong một giai đoạn cụ thể, có thể gấp vài lần mức thấp nhất.
| City/Settlement | 3700 TCN | 3400 TCN | 3100 TCN | 2800 TCN     | 2600 TCN     |
| --------------- | -------- | -------- | -------- | ------------ | ------------ |
| Agios Dimitrios |          |          |          | 120–180      | 120–180      |
| Askitario       |          |          |          | 90–135       | 90–135       |
| Eutresis        |          |          |          | 1,600–2,400  | 1,600–2,400  |
| Lerna           |          |          |          | 200–700      | 200–700      |
| Manika          |          |          |          | 6,000–15,000 | 6,000–15,000 |
| Raphina         |          |          |          | 600–900      | 600–900      |
| Thebes          |          |          |          | 4,000–6,000  | 4,000–6,000  |
| Tiryns          |          |          |          | 1,180–1,770  | 1,180–1,770  |

## Sơ kỳ Hellas
Giai đoạn Sơ kỳ Hellas thuộc Thời đại đồ đồng Hy Lạp nói chúng được đặc trưng bởi việc các cư dân nông nghiệp thuộc thời đại Đồ đá mới Hy Lạp nhập khẩu đồng thau và đồng, cũng như việc sử dụng những kỹ thuật gia công đồng thô sơ được phát triển đầu tiên ở Anatolia mà vốn có mối quan hệ về văn hóa với họ. Giai đoạn sơ kỳ Hellas tương ứng về mặt thời gian với giai đoạn Cổ Vương Quốc ở Ai Cập. Những địa điểm quan trọng thuộc giai đoạn sơ kỳ Hellas được tụ họp lại trên khu vực bờ biển Aegea thuộc khu vực đất liền ở Boeotia và Argolid (Manika, Lerna, Pefkakia, Thebes, Tiryns) hoặc các hòn đảo ven biển như Aegina (Kolonna) và Euboea (Lefkandi) và đặc trưng bởi đồ gốm cho thấy ảnh hưởng từ khu vực miền Tây Anatolia và giới thiệu kiểu quay tròn nhanh của bàn xoay gốm. Ngôi "nhà dài" lớn gọi là một megaron được giới thiệu vào giai đoạn Sơ kỳ Hellas II. Sự xâm nhập của các kiểu mẫu thuộc văn hóa Anatolia (i.e. "Lefkandi I") đã không đi kèm cùng với sự tàn phá địa điểm lan rộng.

### Sơ kỳ Hellas I
Giai đoạn Sơ kỳ Hellas I còn được biết đến như là "văn hóa Eutresis", được đặc trưng bởi sự hiện diện của loại đồ gốm không có nước áo và được đánh bóng hoặc nước áo đỏ và được đánh bóng tại Korakou và các địa điểm khác (tuy nhiên các đồ vật bằng kim loại lại vô cùng hiếm trong giai đoạn này). Về mặt kiểu mẫu của đồ gốm và các khu định cư, có sự tiếp nối đáng kể giữa giai đoạn sơ kỳ Hellas I và giai đoạn cuối cùng của thời đại đồ đá mới trước đó; những thay đổi về vị trí các khu định cư trong giai đoạn sơ kỳ Hellas I được quy cho sự thay đổi trong hoạt động kinh tế.

### Sơ kỳ Hellas II (EHII)
Sự chuyển tiếp từ giai đoạn Sơ kỳ Hellas I sang giai đoạn Sơ kỳ Hellas II diễn ra nhanh chóng và không bị gián đoạn, trong giai đoạn này những đổi mới xã hội-văn hóa phức tạp đã được phát triển như là luyện kim (như là gia công đồng), một tổ chức xã hội có phân cấp, các kiến trúc và công sự quy mô lớn. Những thay đổi trong các khu định cư thuộc giai đoạn Sơ kỳ Hellas II EHII được đi kèm cùng với sự thay đổi trong hoạt động nông nghiệp.

### Sơ kỳ Hellas III (EHIII)

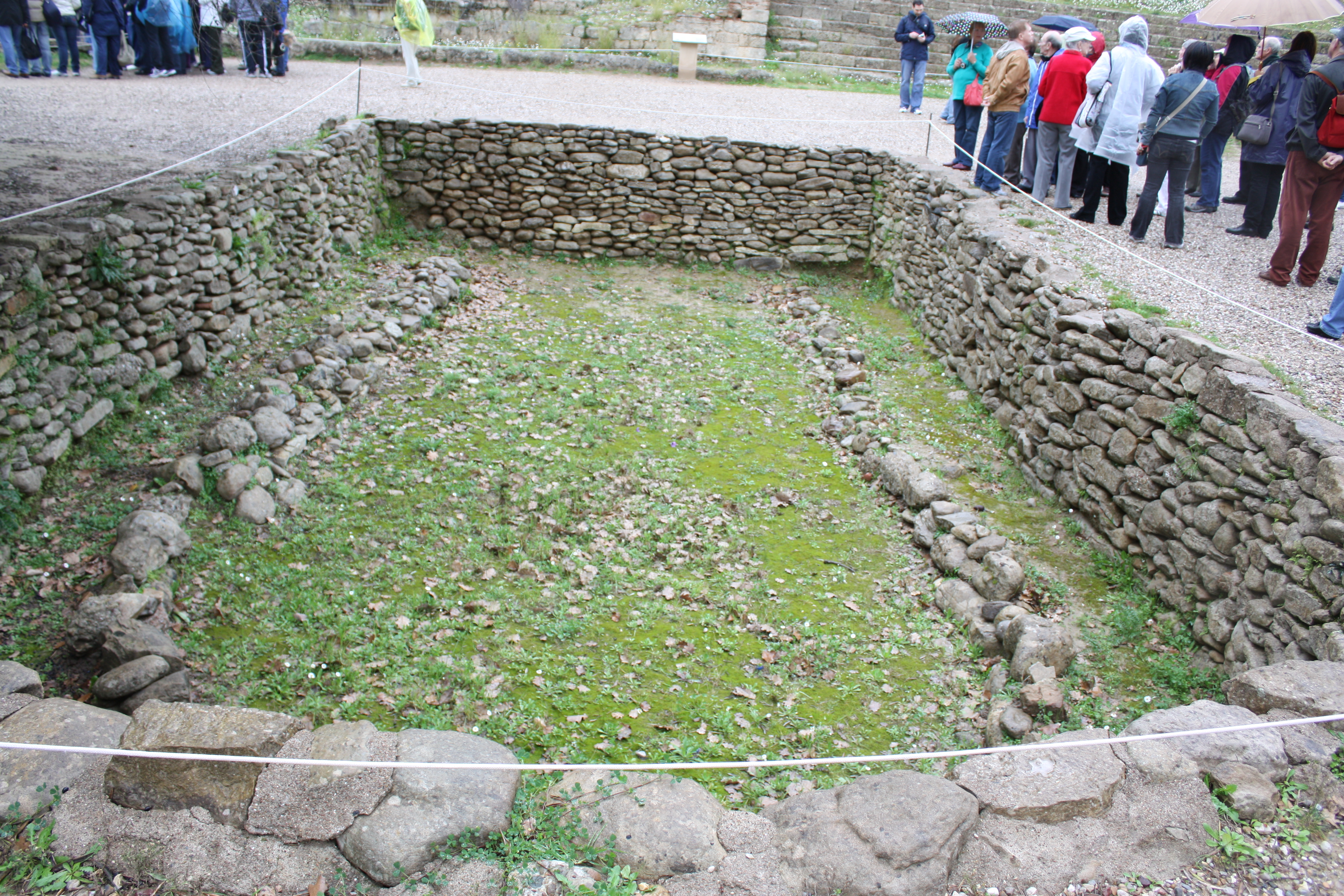
Tàn tích của một tòa nhà ở Olympia, Hy Lạp, giai đoạn Sơ kỳ Hellas III 2150–2000 TCN.

Giai đoạn Sơ kỳ Hellas II đi đến hồi kết tại Lerna với sự phá hủy của "Ngôi nhà Ngói", một ngôi nhà hành lang. Bản chất của sự phá hủy tại các địa điểm thuộc giai đoạn Sơ kỳ Hellas đầu tiên được quy cho một cuộc xâm lược của người Hy Lạp và/hoặc Ấn-Âu trong giai đoạn Sơ kỳ Hellas III; tuy nhiên, quan điểm này không còn được duy trì do sự thiếu thống nhất trong việc phá hủy tại các địa điểm thuộc giai đoạn Sơ kỳ Hellas II và sự hiện diện liên tục của giai đoạn Sơ kỳ Hellas II–III/Trung Kỳ Hellas trong các khu định cư Lithares, Phlius, Manika, etc. Hơn nữa, sự hiện diện của các yếu tố văn hóa "mới/xâm nhập" như là những ngôi nhà để tụng niệm, các mỏ neo bằng đất nung, những chiếc rìu-búa với lỗ cán, các ngôi mộ nghi lễ, và việc chôn cất trong nhà xảy ra trước thời đại Sơ Kỳ Hellas III ở Hy Lạp và trong thực tế được quy cho là sự phát triển bản địa (ví dụ như những chiếc mỏ neo bằng đất nung từ Boeotia; các ngôi mộ nghi lễ từ Ayia Sophia thuộc thời đại đồ đá mới ở Thessaly), cũng như những sự tiếp xúc không ngừng trong giai đoạn Sơ kỳ Hellas II- Trung kỳ Hellas giữa khu vực đất liền Hy Lạp và các vùng đất khác nhau như là miền Tây Tiểu Á, quần đảo Cyclades, Albania, và Dalmatia. Những thay đổi về khí hậu dường như cũng góp phần vào các biến đổi văn hóa quan trọng mà diễn ra ở Hy Lạp giữa hai giai đoạn Sơ kỳ Hellas II và III (khoảng năm 2200 TCN).

## Trung kỳ Hellas
Ở Hy Lạp, giai đoạn Trung kỳ Hellas là một thời kỳ suy thoái của văn hóa, mà được biểu hiện đầu tiên trong giai đoạn Sơ kỳ Hellas II trước đó. Thời kỳ Trung kỳ Hellas được đặc trưng bởi sự xuất hiện trên quy mô lớn của đồ gốm Minya, mà có thể liên quan trực tiếp tới những người được các sử gia Hy Lạp cổ đại gọi là người Minya; một nhóm các đồ gốm màu bóng đơn sắc từ các địa điểm Trung kỳ Hellas đã được gán cho là đồ gốm "Minyan" bởi người khám phá ra thành Troy Heinrich Schliemann.
Đồ gốm Minya xám đầu tiên được xác định là loại đồ gốm được truyền bá thông qua một cuộc di dân giai đoạn Trung Kỳ đồ đồng; Tuy nhiên, giả thuyết này hiện đã lỗi thời vì các cuộc khai quật tại Lerna trong thập niên 1950 đã khám phá ra rằng sự phát triển của các phong cách đồ gốm đã tiếp tục (như là loại đồ gốm xám bóng tinh tế thuộc nền văn hóa Tiryns trong giai đoạn Sơ kỳ Hellas II là tiền thân trực tiếp của đồ gốm Minya). Về tổng thể, các hình vẽ trang trí trên đồ gốm đều phẳng và khó hiểu cho tới tận giai đoạn Trung Kỳ Hellas III, khi mà những ảnh hưởng của Cyclades và Minos tạo nên một sự đa dạng các đường cong và thậm chí là các hoạ tiết đại diện.
Giai đoạn Trung Kỳ Hellas tương đương về mặt thời gian với giai đoạn Trung Vương quốc của Ai Cập. Các địa điểm Trung Kỳ Hellas nằm trên khắp Peloponnese và khu vực miền Trung Hy Lạp (bao gồm các địa điểm ở khu vực nội địa của Aetolia như là Thermon) và xa về phía Bắc tới tận thung lũng sông Spercheios. Malthi ở Messenia và Lerna V là các địa điểm duy nhất thuộc giai đoạn Trung Kỳ Hellas đã được khai quật một cách hoàn toàn.

## Hậu kỳ Hellas
Giai đoạn Hậu kỳ Hellas là thời kỳ khi mà nền văn minh Mycenae Hy Lạp phồn thịnh, dưới những ảnh hưởng mới từ nền văn minh Minos trên đảo Crete và từ quần đảo Cyclades. Những người tạo ra loại đồ gốm Hậu kỳ Hellas đôi khi khắc tác phẩm của họ cùng với một hệ thống chữ viết âm tiết, Linear B, mà đã được giải mã là tiếng Hy Lạp. Giai đoạn Hậu kỳ Hellas được chia thành Hậu kỳ Hellas I, Hậu kỳ Hellas II, và Hậu kỳ Hellas III; trong đó giai đoạn Hậu kỳ Hellas I và Hellas II chồng chéo với đồ gốm Hậu Kỳ Minos và giai đoạn hậu kỳ Hellas III vượt qua nó. Hậu kỳ Hellas III lại được chia nhỉ thành Hậu kỳ Hellas IIIA, Hậu kỳ Hellas IIIB, và Hậu kỳ Hellas IIIC. Bảng dưới đây cung cấp niên đại xấp xỉ cho các giai đoạn thuộc Hậu kỳ Hellas trên khu vực đất liền Hy Lạp.

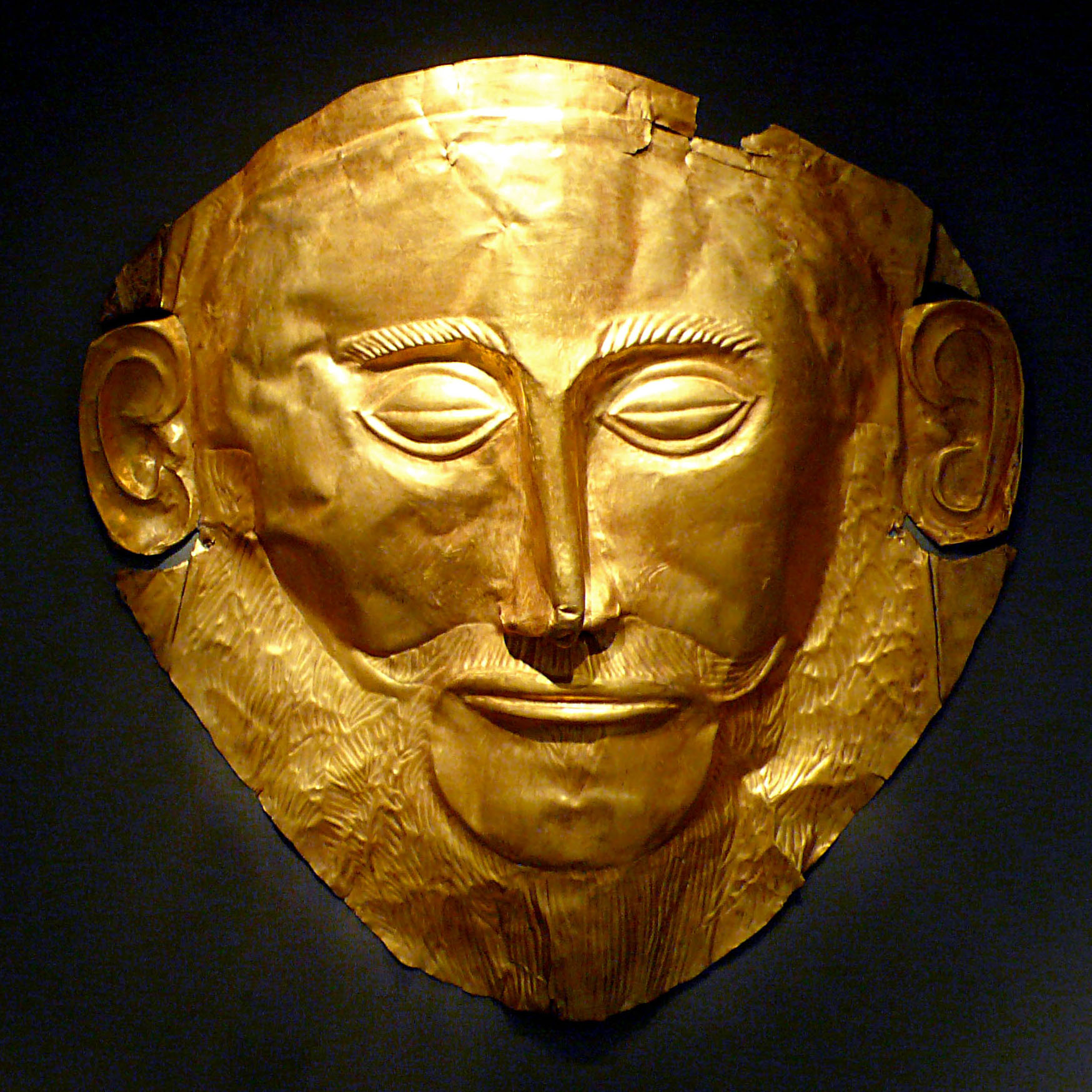
Mặt nạ Agamemnon bằng vàng, Hậu kỳ Hellas thế kỷ thứ 16 TCN.

| Thời kỳ              | Niên đại xấp xỉ |
| -------------------- | --------------- |
| LHIA                 | 1550–1500 TCN   |
| LHIB                 | 1500–1450 TCN   |
| LHII                 | 1450–1400 TCN   |
| LHIIIA1              | 1400–1350 TCN   |
| LHIIIA2              | 1350–1300 TCN   |
| LHIIIB1              | 1300–1230 TCN   |
| LHIIIB2              | 1230–1190 TCN   |
| LHIIIC (Sơ kỳ)       | 1190–1130 TCN   |
| LHIIIC (Trung Kỳ)    | 1130–1090 TCN   |
| LHIIIC (Hậu Kỳ)      | 1090–1060 TCN   |
| Sub-Mycenea          | 1060–1000 TCN   |
| Hình học Nguyên thủy | 1000 TCN        |

### Hậu kỳ Hellas I

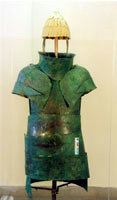
Bộ áo giáp Dendra, áo giáp thời Mycenae, 1400 TCN.

Đồ gốm Hậu kỳ Hellas I được biết đến thông qua khối đắp của ngôi Mộ trục tại Lerna cùng các khu định cư Voroulia và Nichoria (Messenia), Ayios Stephanos, (Laconia) và Korakou. Furumark phân chia Hậu kỳ Hellas thành hai giai đoạn A và B, nhưng giai đoạn Hậu kỳ Hellas IB của Furumark lại được tái quy định lại thành Hậu kỳ Hellas IIA bởi Oliver Dickinson. Một số niên đại C-14 gần đây đến từ di chỉ Tsoungiza ở phía bắc của Mycenae cho biết rằng giai đoạn Hậu kỳ Hellas có niên đại là vào giữa khoảng năm 1675/1650 và 1600/1550 TCN, sớm hơn so với niên đại được ấn định của đồ gốm khoảng 100 năm. Vụ phun trào Thera cũng diễn ra trong giai đoạn Hậu Kỳ Hellas I (cùng LCI và LMIA), với các niên đại khác nhau được xác định trong khoảng thời gian từ 1650–1625 TCN.
Không chỉ tìm thấy ở Thera, mà còn có mặt trong giai đoạn cuối LHI từ Messenia, và do đó có khả năng bắt đầu sau vụ phun trào núi lửa là một chất liệu văn hóa mới được biết đến như là "Peloponnesian LHI". Điều này được đặc trưng bởi "loại phễu cao giống với các chiếc cốc Keftiu của týp III";